# Allar Levandi
Allar Levandi (* 28. prosince 1965 Tallinn) je bývalý estonský reprezentant v severské kombinaci.
V letech 1981 až 1983 získal tři tituly juniorského mistra SSSR, jako reprezentant této země se stal v roce 1985 juniorským mistrem světa v týmové soutěži, se sovětskou štafetou, v níž byli kromě něj Sergej Červjakov a Andrej Dundukov, skončil na třetím místě na mistrovství světa v klasickém lyžování 1987 v Oberstdorfu a na Zimních olympijských hrách 1988 v Calgary vybojoval bronzovou medaili v individuálním závodě, když byl čtvrtý nejlepší ve skoku a třetí v běžecké části. Ve své kariéře byl šestkrát druhý a pětkrát třetí v závodech Světového poháru, v celkové klasifikaci obsadil 2. místo v roce 1990 a 5. místo v letech 1991 a 1993.
Od roku 1992 reprezentoval samostatné Estonsko, na olympiádě 1992 byl šestý mezi jednotlivci a devátý v soutěži družstev, na olympiádě 1994 obsadil 12. místo v individuálním závodě a 4. místo s estonským týmem. V roce 1994 byl také vlajkonošem estonské výpravy.
Kariéru ukončil 1994, od té doby působí jako trenér a obchodník se sportovními potřebami. Jeho manželkou je bývalá vicemistryně světa v krasobruslení Anna Kondrašovová, mají tři děti. V roce 1988 byl vyhlášen nejlepším sportovcem Estonska, v roce 2001 obdržel vyznamenání Estonský červený kříž.